# Elseya irwini
Espèce
Elseya irwini est une espèce de tortue de la famille des Chelidae.

## Répartition
Cette espèce est endémique du Queensland en Australie. Elle se rencontre dans le bassin de la Broken River.

## Étymologie
Cette espèce est nommée en l'honneur de Stephen Robert Irwin (1962–2006).

## Publication originale
- Cann, 1997 : Irwin's turtle, Elseya irwini sp. nov.. Monitor - Journal of the Victorian Herpetological Society, vol. 9, no 1, p. 36-40.